# Schuhplatte

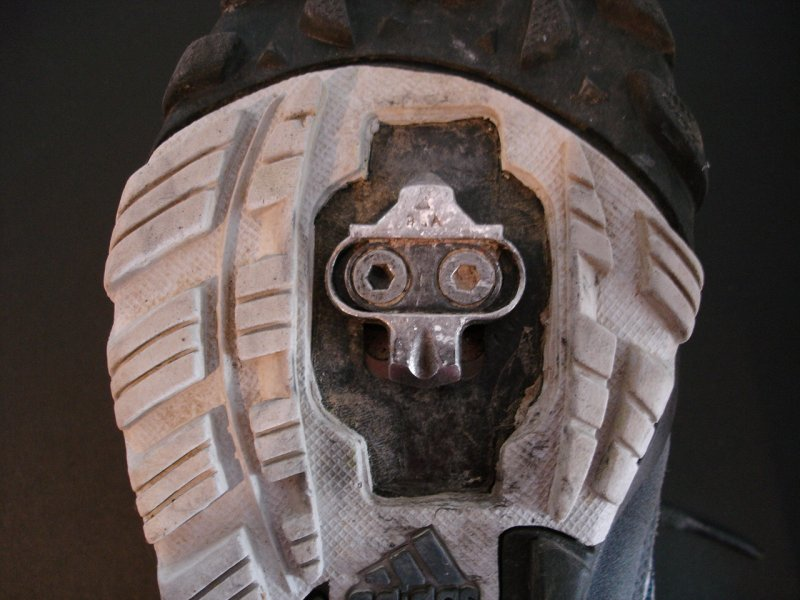
Am Schuh befestigte Platte für das SPD-System

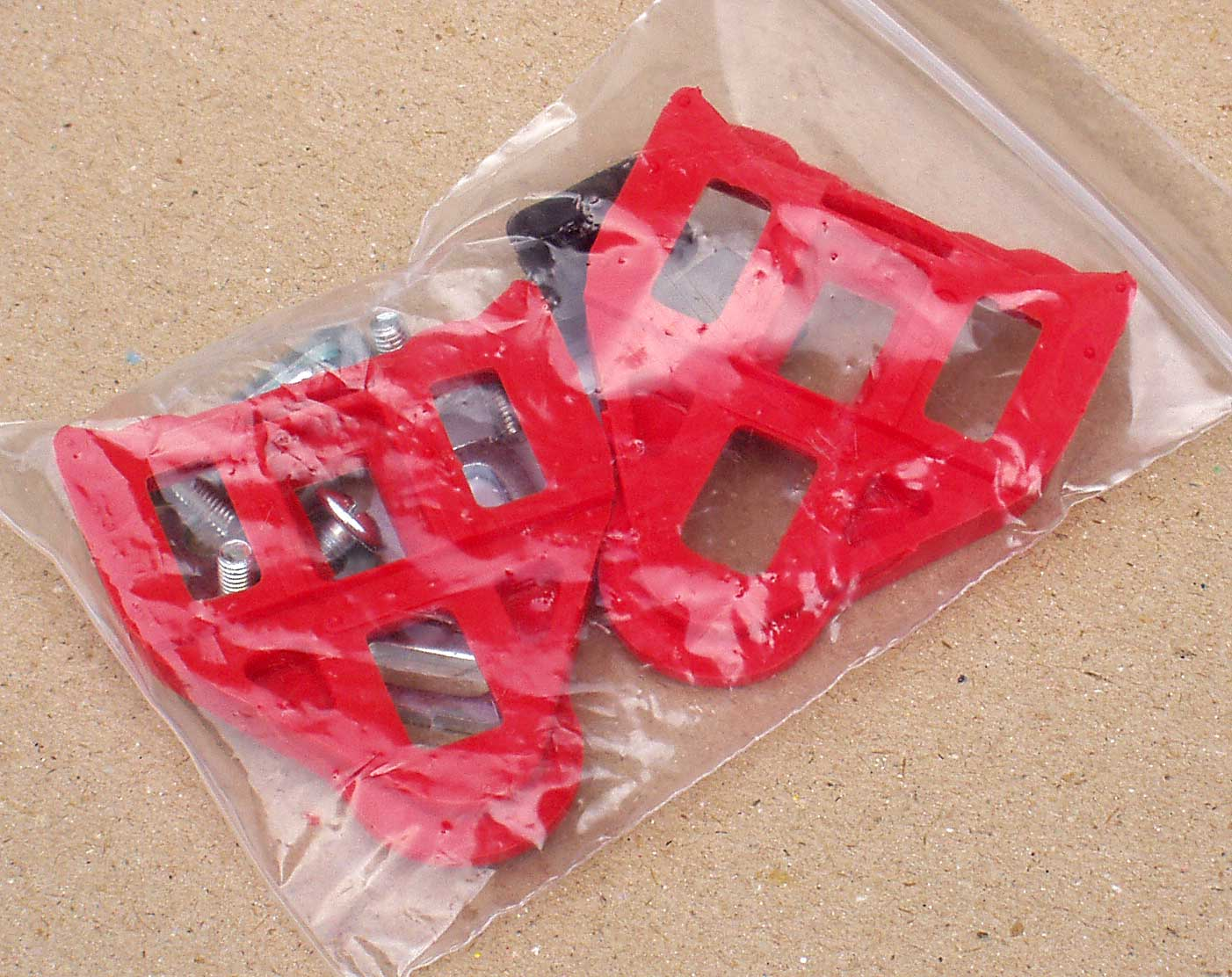
Schuhplatten für das LOOK-Delta-System

Eine Schuhplatte (engl. cleat) ist das Verbindungsstück zwischen einem Fahrradschuh und einem Klickpedal. 
Bei Rennradpedalen bestehen die Schuhplatten in der Regel aus hochfestem Kunststoff und sind unter der glatte Sohle des Schuhs montiert, welche das Gehen erschwert. Bei Mountainbike-Pedalen sind sie meist aus Stahl oder Messing gefertigt und (mindestens teilweise) in die Schuhsohle eingelassen, um das Gehen zu erleichtern. 

## Marken
Auf dem Markt existieren mehrere Klicksysteme, die – mit einer Ausnahme – untereinander nicht kompatibel sind. Vorrangig gibt es folgende Hersteller (kursiv das Klicksystem):
- Shimano: SPD für Mountain- und Trekkingrad, SPD-SL für Rennräder
- LOOK: Kéo, Kéo Blade und Delta, hinzu kam 2018[1] X-TRACK, das mit SPD kompatibel ist.
- Crank Brothers: Eggbeater im MTB-Bereich beliebt
- TIME
- Speedplay

Schuhplatten desselben Systems und Herstellers werden zudem zuweilen mit unterschiedlichen Bewegungsfreiheiten angeboten: Der Winkel der Bewegungsfreiheit gibt an, wie weit der Schuh in der Halterung bewegt werden kann.